# Eunoumeana exprompta
Eunoumeana exprompta är en fjärilsart som beskrevs av Walker 1860. Eunoumeana exprompta ingår i släktet Eunoumeana och familjen mätare. Inga underarter finns listade i Catalogue of Life.